# Diocesi di Georgetown
La diocesi di Georgetown (in latino Dioecesis Georgiopolitana) è una sede della Chiesa cattolica in Guyana suffraganea dell'arcidiocesi di Porto di Spagna. Nel 2021 contava 52.901 battezzati su 770.000 abitanti. È retta dal vescovo Francis Dean Alleyne, O.S.B.

## Territorio
La diocesi comprende tutta la Guyana.
Sede vescovile è la città di Georgetown, dove si trova la cattedrale dell'Immacolata Concezione di Maria Vergine.
Il territorio è suddiviso in 24 parrocchie.

## Storia
Il vicariato apostolico della Guyana britannica o Demerara fu eretto il 12 aprile 1837 con il breve Ex pastoralis ministerii di papa Gregorio XVI, ricavandone il territorio dal vicariato apostolico di Trinidad (oggi arcidiocesi di Porto di Spagna).
Il 20 febbraio 1956 ha ceduto una porzione di territorio, corrispondente a Barbados, a vantaggio dell'erezione della diocesi di Saint George's a Grenada. Il 29 febbraio successivo in forza della bolla Quoniam gravissimum di papa Pio XII il vicariato apostolico è stato elevato a diocesi e ha assunto il nome attuale.

## Cronotassi dei vescovi
Si omettono i periodi di sede vacante non superiori ai 2 anni o non storicamente accertati.
- William Clancy † (12 aprile 1837 - 3 settembre 1843 dimesso)
  - Thomas Hynes, O.P. † (12 settembre 1843 - 21 settembre 1846 nominato vicario apostolico) (amministratore apostolico)
- Thomas Hynes, O.P. † (21 settembre 1846 - 1858 dimesso)
- James Etheridge, S.I. † (2 luglio 1858 - 31 dicembre 1877 deceduto)
- Anthony Butler, S.I. † (31 maggio 1878 - 25 ottobre 1901 deceduto)
- Compton Theodore Galton, S.I. † (9 maggio 1902 - 10 aprile 1931 deceduto)
- George Weld, S.I. † (18 gennaio 1932 - 18 luglio 1954 dimesso)
- Richard Lester Guilly, S.I. † (18 luglio 1954 - 12 agosto 1972 dimesso)
- Benedict Ganesh Singh † (12 agosto 1972 - 10 novembre 2003 ritirato)
- Francis Dean Alleyne, O.S.B., dal 30 ottobre 2003

## Statistiche
La diocesi nel 2021 su una popolazione di 770.000 persone contava 52.901 battezzati, corrispondenti al 6,9% del totale.
| anno | popolazione | popolazione | popolazione | presbiteri | presbiteri | presbiteri | presbiteri                | diaconi | religiosi | religiosi | parrocchie |
| anno | battezzati  | totale      | %           | numero     | secolari   | regolari   | battezzati per presbitero | diaconi | uomini    | donne     | parrocchie |
| ---- | ----------- | ----------- | ----------- | ---------- | ---------- | ---------- | ------------------------- | ------- | --------- | --------- | ---------- |
| 1950 | 45.000      | 376.146     | 12,0        | 35         | 2          | 33         | 1.285                     |         | 19        | 93        | 17         |
| 1966 | 98.000      | 660.000     | 14,8        | 62         | 7          | 55         | 1.580                     |         | 40        | 77        | 24         |
| 1970 | 104.000     | 560.406     | 18,6        | 66         | 6          | 60         | 1.575                     |         | 66        | 81        | 25         |
| 1980 | 99.100      | 860.000     | 11,5        | 61         | 7          | 54         | 1.624                     |         | 61        | 54        | 25         |
| 1990 | 87.000      | 1.060.000   | 8,2         | 40         | 7          | 33         | 2.175                     |         | 34        | 41        | 30         |
| 1999 | 87.000      | 800.000     | 10,9        | 34         | 4          | 30         | 2.558                     |         | 34        | 48        | 24         |
| 2000 | 88.000      | 800.000     | 11,0        | 34         | 5          | 29         | 2.588                     |         | 33        | 49        | 24         |
| 2001 | 88.000      | 800.000     | 11,0        | 31         | 5          | 26         | 2.838                     |         | 30        | 49        | 24         |
| 2002 | 88.000      | 800.000     | 11,0        | 31         | 5          | 26         | 2.838                     |         | 29        | 47        | 24         |
| 2003 | 88.000      | 800.000     | 11,0        | 34         | 5          | 29         | 2.588                     | 1       | 32        | 46        | 24         |
| 2004 | 88.000      | 800.000     | 11,0        | 31         | 5          | 26         | 2.838                     |         | 29        | 43        | 24         |
| 2006 | 60.588      | 751.223     | 8,1         | 33         | 5          | 28         | 1.836                     |         | 35        | 44        | 24         |
| 2008 | 61.200      | 752.000     | 8,1         | 30         | 4          | 26         | 2.040                     | 1       | 35        | 52        | 24         |
| 2013 | 62.700      | 796.000     | 7,9         | 31         | 3          | 28         | 2.022                     |         | 34        | 46        | 24         |
| 2016 | 64.100      | 814.000     | 7,9         | 38         | 2          | 36         | 1.686                     |         | 40        | 46        | 24         |
| 2019 | 64.900      | 824.000     | 7,9         | 38         | 2          | 36         | 1.707                     |         | 40        | 46        | 24         |
| 2021 | 52.901      | 770.000     | 6,9         | 33         | 5          | 28         | 1.603                     |         | 32        | 45        | 24         |